# Lucien March
Lucien March (6 de dezembro de 1859 – 4 de abril de 1933) foi um estatístico e engenheiro francês.
Em 1878 Lucien March entrou na École Polytechnique e após a graduação em 1880 serviu no corpo da artilharia naval. Foi diretor da Statistique générale de la France (SGF) de 1896 a 1920. Em 1896 introduziu na França os cartões perfurados (holerite) e mais tarde inventou uma máquina aperfeiçoada, a "classifier-counter-printer", que foi usada até a década de 1940. Também organizou um processo de triagem usando os endereços do local de trabalho das pessoas entrevistadas no censo da população francesa para gerar valiosos dados econômicos e estatísticas do trabalho.
Foi palestrante convidado do Congresso Internacional de Matemáticos em Roma (1908), Toronto (1924) e Bolonha (1928).
Em 1912, após retornar de um congresso internacional sobre eugenia, realizado em Londres, March ajudou a fundação de uma sociedade eugênica francesa, que publicou em 1922 Eugénique et Sélection, uma coleção de ensaios sobre eugenia. Na década de 1920 desempenhou um papel fundamental na International Federation of Eugenics Organizations.

## Publicações selecionadas
- "Les représentations graphiques et la statistique comparative." Journal de la société française de statistique 45 (1904): 407-420.
- "Comparaison numérique de courbes statistiques." Journal de la société française de statistique 46 (1905): 255-277.
- "Remarques sur la terminologie en statistique." Journal de la société française de statistique 49 (1908): 290-296.
- Some researches concerning the factors of mortality. Journal of the Royal Statistical Society, 75 (1912): 505–538. doi:10.2307/2340112
- Mouvement des prix et des salaires pendant la guerre, publication de la Dotation Carnegie pour la Paix internationale, Paris, Puf, 1925.
- "Différences et corrélation en statistique." Journal de la société française de statistique 69 (1928): 38-63.
- La statistique et sa méthode …, Masson et Cie, 137 pages, 1928
- Différences et corrélation en statistique, Berger-Levrault, 29 pages, 1928
- Les principes de la méthode statistique: avec quelques applications aux sciences naturelles et à la science des affaires, Librairie Félix Alcan, 807 pages, 1930